# Gontenschwil
Gontenschwil es una comuna suiza del cantón de Argovia, ubicada en el distrito de Kulm. Limita al noreste con la comuna de Zetzwil, al este con Leimbach y Reinach, al sur con Rickenbach (LU),al oeste con Schmiedrued, y al noroeste con Oberkulm.